# Xã Goshen, Quận Clay, Kansas
Xã Goshen (tiếng Anh: Goshen Township) là một xã thuộc quận Clay, tiểu bang Kansas, Hoa Kỳ. Năm 2010, dân số của xã này là 60 người.